# 격납고

격납고

격납고(格納庫)는 항공기를 넣어 두고, 점검 및 정비 등을 하는 건물이다.
격납고는 항공기나 우주선을 보관하도록 설계된 건물이나 구조물이다. 격납고는 금속, 목재 또는 콘크리트로 제작된다. 격납고의 영단어 hangar라는 단어는 게르만 기원의 중세 프랑스어 hanghart("집 근처의 울타리친 곳")에서 유래했다.
격납고는 날씨, 직사광선으로부터 보호하고 항공기의 유지 보수, 수리, 제조, 조립 및 보관에 사용된다.

## 역사
라이트 형제는 글라이더를 위해 1902년 노스캐롤라이나의 킬 데빌 힐스(Kill Devil Hills)에 건설된 나무 격납고에 항공기를 보관하고 수리했다. 오하이오주에서 라이트 플라이어(Wright Flyer)의 설계 및 건설을 완료한 후 형제는 킬 데빌 힐스로 돌아와 격납고가 손상된 것을 발견했다. 그들은 플라이어가 배송되기를 기다리는 동안 구조물을 수리하고 새 작업장을 건설했다.

## 같이 보기
- 우주선 조립 건물